# 안나 사라예바
안나 알렉산드로브나 사라예바(러시아어: А́нна Алекса́ндровна Сара́ева, 1978년 11월 1일~)는 러시아의 전직 유도 선수이다. 2000년 하계 올림픽 여자 하프미들급에 참가했으며 유럽 선수권 대회에서 동메달 1개를 획득했다.